# Пализьол
Пализьол (на френски: Paliseul) е селище в Южна Белгия, окръг Ньофшато на провинция Люксембург. Населението му е около 5100 души (2006).